# 1611
1611 (MDCXI) a fost un an comun al calendarului gregorian, care a început într-o zi de sâmbătă.

## Evenimente
- 20 noiembrie: Începe a doua domnie a lui Ștefan Tomșa al II-lea în Moldova (1611-1615).

### Nedatate
- septembrie: Se sfârșește a treia domnie a lui Radu Șerban în Țara Românească (1611).
- Go-Miyuno-o devine împărat al Japoniei (1611-1629).

## Înscăunări
- mai: Radu Șerban, domn al Țării Românești, a treia domnie (mai-septembrie 1611).

## Nașteri
- 28 ianuarie: Johannes Hevelius, astronom polonez (d. 1687)
- 6 februarie: Împăratul Chongzhen al Chinei (d. 1644)
- 25 martie: Evliya Çelebi, istoric, geograf, scriitor și unul din cei mai cunoscuți călători otomani (d. 1682)
- 19 mai: Inocențiu al XI-lea (n. Benedetto Odescalchi), viitor papă (d. 1689)
- 16 iulie: Cecilia Renata de Austria, regină consort a Poloniei (d. 1644)
- 18 august: Marie Louise Gonzaga, regină consort a Poloniei (d. 1667)
- 11 septembrie: Henri de la Tour d'Auvergne, Viconte de Turenne, mareșal al Franței  (d. 1675)

## Decese
- 8 octombrie: Pierre de L'Estoile, memorialist și colecționar francez, 65 ani (n. 1546)
- 30 octombrie: Carol al IX-lea al Suediei, 61 ani (n. 1550)
- 17 noiembrie: Monsieur d’Orléans, prinț francez, al doilea fiu al regelui Henric al IV-lea al Franței și al reginei Maria de Medici, 4 ani (n. 1607)